# 那智勝浦インターチェンジ
那智勝浦インターチェンジ（なちかつうらインターチェンジ）は、和歌山県東牟婁郡那智勝浦町川関にある那智勝浦新宮道路のインターチェンジである。
近畿自動車道紀勢線に並行する国道42号の自動車専用道路として整備された。なおインターチェンジの形は、那智勝浦町市屋までの延伸後にU型からトランペット型に変わった。

## 歴史
- 2008年（平成20年）3月30日 : 新宮市三輪崎 - 那智勝浦IC間 開通に伴い供用開始[1]。
- 2014年（平成26年）7月31日 : Bランプ（新宮方面からの出口）が新たに完成し、通行方法が変更された[2]。
- 2015年（平成27年）9月13日 : 那智勝浦IC - 那智勝浦町市屋間 開通[3]。

## 周辺
- 那智川
- 道の駅なち
- 那智駅（JR西日本紀勢本線）
- 那智山
- 世界遺産「紀伊山地の霊場と参詣道」
  - 熊野那智大社
  - 青岸渡寺
  - 那智滝
  - 補陀洛山寺
- 勝浦港

## 接続する道路
- 直接接続
  - 和歌山県道46号那智山勝浦線
- 間接接続
  - 国道42号
  - 和歌山県道43号那智勝浦古座川線

## 料金所
無料区間のため設置されていない。

## 隣
E42 那智勝浦新宮道路
新宮南IC - 那智勝浦IC - 那智勝浦町市屋